# Sneskraber
En sneskraber er et redskab til at skrabe sne væk med.
De fås i mange udgaver, fra håndværktøj til lastbildrevet værktøj.

## Håndværktøj til bilen
De mindste kaldes lige så ofte isskrabere og er beregnet til at fjerne is og sne fra vinduerne på en bil. De kan udformes på mange måder, men som regel anvendes en variant med et skaft på tværs af skrabebladet. Der kan eventuelt være både et hårdt blad af plast eller metal til at tage isen og et blødt blad, normalt af gummi til sne og vand, eller der kan i den ene ende være en kost.

## Redskab til fortovet
Nummeret større er det redskab man bruger til at rydde fortove med, og findes grundlæggende i to modeller: Den ene har et langt bredt blad i relativt blødt materiale, typisk plast eller tynd krydsfiner. Den kaldes også en sneskovl. Den anden model har et kortere, men lige så bredt blad, der oftest er lavet i stål og formet som bunden af et U, så sne af rette kvalitet rulles sammen til pølser når man skraber i det.

## Maskindrevet redskab
De største sneskrabere monteres på maskiner, helt nede fra havefræsere til lastbiler og tog. Blandt menigmand er der ikke den store forskel på sneskraber og sneplov, men for fagfolk er det to vidt forskellige ting. Grundlæggende er forskellen at skraberen samler sneen på en side, mens ploven er spids på midten og derved skraber sneen til begge sider. Den sidste model benyttes oftest på lokomotiver, på smalle veje på landet, samt i høje driver, hvor en sneskraber giver for meget modstand eller for stor afdrift til den ene side.